# Lê Ngọc Hường
Lê Ngọc Hường (1960-2009) là Chủ tịch Hội người Việt Nam đầu tiên tại Liên bang Nga và là một doanh nhân tại chợ Vòm Moskva.

## Sự nghiệp
Ông sinh ngày 10 tháng 3 năm 1960 trong một gia đình làm nghề nông tại thôn Thống Nhất, xã Triêu Dương, huyện Tĩnh Gia (nay là phường Ngọc Sơn), tỉnh Thanh Hóa. Năm 18 tuổi, ông nhập ngũ, được đào tạo tại Học viện Hậu cần và từng có thời gian tình nguyện đi tham gia làm nhiệm vụ chiến đấu tại Campuchia. Sau đó, ông giữ chức vụ sĩ quan chỉ huy kỹ thuật, trợ lý tham mưu Trung đoàn 269 của Bộ tư lệnh công binh, quân hàm Thiếu úy.
Năm 1988, Lê Ngọc Hường sang hợp tác lao động tại Liên Xô, làm công nhân bậc 5 tại Công ty xây dựng thành phố Oryol. Một thời gian sau, ông chuyển đến Moskva làm tài xế lái xe vận tải chuyển hàng. Sau đó, ông tham gia buôn bán hàng hoá tại các khu chợ của Nga.
Năm 1995, ông thành lập Tập đoàn Trung tâm Kinh tế Thương mại Quốc tế (TTKTTMQT) Moskva, trở thành một địa điểm kinh doanh lớn tại chợ Vòm, mở ra cơ hội làm ăn cho hàng chục nghìn người Việt đang làm ăn, buôn bán tại Liên bang Nga . Ông từng giữ các chức vụ như: Chủ tịch Tập đoàn TTKTTMQT Moskva, Chủ tịch Công ty cổ phần Hiền Đức, Chủ tịch Hội người Việt Nam tại Liên bang Nga, Chủ tịch Hội cựu chiến binh Việt Nam tại Liên bang Nga, Ủy viên BCH Trung ương Hội Cựu chiến binh Việt Nam, Phó Chủ tịch Hiệp hội các nhà doanh nghiệp Việt Nam tại Liên bang Nga, Phó Chủ tịch Học viện An ninh Quốc phòng Nga ban đối ngoại và là một trong những doanh nhân chính tại chợ Vòm, Moskva.
Ngày 27 tháng 3 năm 2009, sau hơn một tháng nằm viện do căn bệnh tiểu đường và khối u ở vòm họng, ông đã qua đời tại Moskva, Liên bang Nga, hưởng thọ 49 tuổi.

## Hoạt động từ thiện
Tập đoàn TTKTTMQT Moskva cũng như những người Việt hoạt động kinh doanh trên địa bàn chợ do ông quản lý, trong những năm qua đã hỗ trợ rất nhiều cho các hoạt động văn hóa, xã hội của cộng đồng người Việt ở Nga, đóng góp cho quỹ xã hội của Nga, góp phần tăng cường tình hữu nghị Nga - Việt, ủng hộ đồng bào ở Việt Nam trong những lần thiên tai, bão lụt, ủng hộ các quỹ vì người nghèo...
Ông cũng tham gia nhiều hoạt động tài trợ xây dựng trường học, đường sá, chùa, nghè cho quê hương, đồng thời lập nên "Học Bổng Lê Ngọc Hường" tài trợ cho trẻ em nghèo hiếu học tại xã Triêu Dương, Thanh Hoá...

## Thành tích
Một số huân-huy chương và danh hiệu mà Lê Ngọc Hường đã đạt được:
- Huân chương Chiến công hạng Nhất
- Huân chương Chiến sĩ vẻ vang hạng Nhì và hạng Ba
- Huân chương Ăng-Co hạng Nhất do Nhà nước Cam Pu Chia trao tặng
- Huân chương vì sự nghiệp Cựu chiến binh Việt Nam
- Bộ Ngoại giao Việt Nam tặng bằng khen
- Các tổ chức xã hội Nga tặng nhiều bằng khen
- Cúp Vàng " Doanh nhân Văn Hoá "
- Ông được vinh danh trong bộ sách "Những người của thiên niên kỷ chúng ta", do UNESCO tổ chức nhằm tôn vinh những nhân vật có nhiều đóng góp cho sự phồn vinh của nước Nga[7]